# Cucullia lindei
Cucullia lindei là một loài bướm đêm trong họ Noctuidae.